# Andrew Cunningham
Lord Andrew Browne Cunningham, I visconte Cunningham (Dublino, 7 gennaio 1883 – Londra, 12 giugno 1963) è stato un ammiraglio britannico, uno dei più famosi durante la seconda guerra mondiale.

## Biografia
Andrew Browne Cunningham nacque il 7 gennaio 1883 a Dublino. Suo padre, professor John David Cunningham (docente di anatomia al Trinity College di Dublino) e sua madre, Elizabeth Cumming Browne, erano entrambi di origini scozzesi.
Durante l'adolescenza il giovane Cunningham mostrò un precoce interesse per le navi e il mare decidendo così di entrare nella Royal Navy. Si imbarcò sulla Britannia come cadetto di marina il 15 gennaio 1897 dove conobbe un altro giovane destinato a divenire famoso durante la seconda guerra mondiale: James Somerville.
Sbarcato dal Britannia venne inviato in Sudafrica dove servì a bordo degli incrociatori Fox e Doris. Nel 1900, fece parte della brigata navale a supporto delle operazioni inglesi durante la guerra boera. Nel dicembre 1900 tornò in Inghilterra e, il 14 marzo 1903, venne promosso sottotenente. Imbarcato sulla nave da battaglia Implacable nel Mediterraneo presto venne trasferito sul cacciatorpediniere Locust ove ebbe, per la prima volta, l'occasione di familiarizzare con il mare che in seguito sarebbe diventato il suo principale teatro operativo. Promosso tenente nel marzo 1904 venne imbarcato, sempre nel Mediterraneo, sugli incrociatori Scylla e Suffolk.
Ritornato a Edimburgo nel 1908 ottenne il primo comando sull'HM Torpedo Boat 14, rapidamente seguito dai cacciatorpediniere Vulture e Roebuck. Nel dicembre 1910  Cunningham assunse il comando dello Scorpion (cacciatorpediniere appartenente alla classe Beagle), con la quale partecipò alla prima guerra mondiale meritando il Distinguished Service Order.
Nel 1913 Cunningham e lo Scorpion vennero inviati nuovamente nel Mediterraneo dove, allo scoppio delle ostilità, furono impegnati nell'inseguimento del incrociatore tedesco Goeben e, nel 1915, presero parte alla campagna dello stretto dei Dardanelli. Durante questa campagna Cunningham si vide impegnato in operazioni di scorta, sbarco di truppe e minamento/sminamento. A seguito del valore e della competenza dimostrata durante la campagna dei Dardanelli, il 14 marzo 1916 gli venne concessa una barra al Distinguished Service Order.
Alla fine delle ostilità, nel 1918, Cunningham abbandonò lo Scorpion e assunse per breve tempo il comando dell'Ophelia presso la base di Scapa Flow, e successivamente entrò a far parte del comando di Dover per il controllo dello stretto della Manica. Grazie alle sue innegabili doti di comando marittimo Cunningham venne notato dal proprio comandante, il contrammiraglio Roger Keyes che lo selezionò per il comando dello Swiftsure in un'operazione che prevedeva il blocco del porto di Ostenda. Tale operazione venne revocata tre giorni prima della data prevista per l'esecuzione ma questo non impedì a Cunningham di ricevere, nel febbraio 1919, una prima barra alla Distinguished Service Order motivata dal brillante comportamento tenuto durante le operazioni svolte a Dover.
Nel 1919 Cunningham assunse nuovamente il comando di un cacciatorpediniere, il Seafire, e venne inviato nel Mar Baltico dove le sue caratteristiche di comando gli valsero una seconda barra al Distinguished Service Order. Abbandonato il comando e tornato a Edimburgo egli venne promosso capitano e, dopo un breve periodo come supervisore della distruzione delle fortificazioni tedesche a Helgoland, venne nominato comandante della 6ª flottiglia cacciatorpediniere che aveva base in Scozia.
Nel 1926 Cunningham divenne aiutante di bandiera del contrammiraglio Sir Walter Cowan, comandante della marina britannica per i distretti del Nord America e delle Indie occidentali.

### Il periodo della seconda guerra mondiale
Una serie di promozioni durante gli anni trenta avvalorarono la stima delle autorità verso la sua persona:
- contrammiraglio nel 1932;[14]
- sottocapo di stato maggiore della marina (1938-1939);[14]
- comandante in capo della Mediterranean Fleet, in sostituzione dell'ammiraglio Dudley Pound (maggio 1939).[16]

Durante la seconda guerra mondiale, Cunningham seppe mettere in evidenza le sue notevoli capacità tattiche e strategiche operando contro la flotta italiana, alla quale inflisse pesanti colpi:
- attacco notturno di aerosiluranti alla base navale di Taranto (Notte di Taranto, 11-12 novembre 1940);[18]
- il bombardamento navale di Genova del 9 febbraio 1941, meno di due mesi prima degli avvenimenti di capo Matapan, quando con un'azione magistrale, compiuta a poche miglia di distanza da una delle basi nazionali più importanti (La Spezia), volle mostrare l'ardire e la libertà di movimento e di azione della Marina britannica nel bel mezzo dello spazio marittimo italiano;[19]
- battaglia di capo Matapan (28 marzo 1941).[20]

In tutte queste operazioni, mantenne quasi sempre l'iniziativa appoggiando direttamente le offensive dell'Ottava Armata britannica in Africa settentrionale.
Lasciato il comando nel marzo 1942, tornò a Washington. Nel novembre del 1942, coordinò le operazioni di sbarco nell'Africa nordoccidentale. Il 21 gennaio 1943 fu promosso ammiraglio della flotta. Nel febbraio del 1943 tornò al posto di comandante in capo della flotta del Mediterraneo e nel luglio del 1943 diresse lo sbarco in Sicilia. Nel settembre dello stesso anno ricevette la resa della flotta italiana a Malta.
Andrew Cunningham fu poi primo lord del mare dal 5 ottobre 1943 al 6 giugno 1946. Nel 1945 fu elevato alla Paria, come Barone Cunningham di Hyndhope. L'anno successivo Giorgio VI lo elevò al grado di Visconte. Scrisse anche una autobiografia: Odissea di un marinaio, del 1951.
Nel 1953, come massimo riconoscimento per la sua carriera, fu investito delle funzioni di Lord grande intendente, in occasione dell'incoronazione della regina Elisabetta II.
Suo fratello, sir Alan Gordon Cunningham, fu un generale dell'esercito britannico noto per le sue operazioni in Africa orientale.